# Roj Medvedev
Roj Aleksandrovitsj Medvedev (Russisch: Рой Александрович Медведев) (Tiflis (Georgische SSR, Sovjet-Unie), 14 november 1925) is een Sovjet-Russische publicist, pedagoog, historicus en schrijver van politieke biografieën, waarvan zijn boek Laat de geschiedenis oordelen uit 1971 over het stalinisme het bekendst is geworden. Hij was een vertegenwoordiger van de linkervleugel in de dissidentenbeweging van de Sovjet-Unie, die eind jaren 1980 op wist te klimmen tot lid van het Centraal Comité in 1990 en tot lid van de Opperste Sovjet. Hij is de tweelingbroer van dissident Zjores Medvedev.

## Biografie

### Jeugd
Roj Medvedev werd geboren in een gezin van Russisch-Joodse ouders en werd vernoemd naar de Indiase communist Manabendra Nath Roy. Zijn vader Aleksandr Romanovitsj Medvedev was regimentscommissaris van het Rode Leger en als docent marxistische filosofie plaatsvervangend hoofd van de afdeling Dialectisch en Historisch Materialisme van de Militaire Politieke Academie. Zijn moeder Joelia was als celliste een joodse muzieklerares. Zijn vader werd in augustus 1938 gearresteerd en onder valse voorwendselen veroordeeld tot acht jaar dwangarbeid. Hij stierf in maart 1941 op 40-jarige leeftijd in een Goelagkamp in Nizjni Sejmtsjan aan botkanker. Roj Medvedev herinnerde zich later over zijn vaders arrestatie: "Toen mijn vader afscheid nam van ons, huilden we. Deze tragische minuten werden voor altijd in mijn geheugen geprent en beïnvloedden de rest van mijn leven".

### Opleiding en carrière
In 1943 voltooide hij de middelbare school. Hetzelfde jaar werd hij opgeroepen voor de dienstplicht om een niet-militaire functie te gaan vervullen. Hij werd daarvoor naar het Transkaukasisch Militair District gestuurd, waar hij logistieke ondersteuning moest verlenen, militair materieel moest repareren en spoor- en luchtverkeer moest verdedigen. Na de oorlog ging hij in 1946 studeren aan de faculteit Wijsbegeerte van de Staatsuniversiteit van Leningrad, Tijdens zijn opleiding werd hij in 1949 en 1950 geconfronteerd met een tweede zuiveringsgolf, waarbij verschillende studenten en onderwijzers werden gearresteerd. Hij kwam erachter dat de verklikker van zijn vader, Boris Tsjagin, nota bene hoofd van de afdeling historisch en dialectisch materialisme van de universiteit was, maar besloot er niks van te zeggen omdat hij zelf als zoon van een 'volksvijand' zichzelf in gevaar kon brengen als dit uit zou komen. In 1951 studeerde hij cum laude af.
Omdat in zijn vijfde jaar van zijn studie echter toch was uitgekomen dat zijn vader veroordeeld was voor staatsgevaarlijke activiteiten, kon hij een wetenschappelijke carrière wel vergeten. Na zijn studie ging hij daarom achtereenvolgens aan de slag als leraar van een middelbare school in de oblast Sverdlovsk (1951-1954) en als directeur van een zevenjarenschool in de oblast Leningrad (1954-1957). Wel mocht hij na zijn studie secretaris van de Komsomol-commissie van de faculteit blijven.
Ondertussen zette hij zijn studie voort aan de Moskouse Staatsuniversiteit voor Pedagogiek. In 1958 voltooide hij deze met een dissertatie met als thema "Het productieve werk van studenten in de hogere klassen in de industrie en het probleem van industriële specialisatie", waarvoor hij de titel van kandidat naoek in de pedagogische wetenschappen verkreeg. Hij ging vervolgens aan de slag als redacteur en vervolgens als adjunct-hoofdredacteur van uitgeverij Oetsjpedgiz (1958-1961) en als senioronderzoeker en hoofd van het Onderzoeksinstituut voor Productiestudies van de Academie van Pedagogische Wetenschappen van de Sovjet-Unie (1961-1970). Vanaf 1970 werkte hij als vrije wetenschapper.

### Dissidente werken
Met het 20e congres van de CPSU in 1956 brak onder Chroesjtsjov de dooi aan en daarmee voor Roj en Zjores Medvedev een kans om hun vader te rehabiliteren. Zij speurden de loopbaan van zijn verklikker Tsjagin na en wisten gedaan te krijgen dat deze vanaf 1963 tot viermaal toe werd geweigerd als kandidaat voor de Russische Academie van Wetenschappen. Ook werd vader Medvedev gerehabiliteerd.
Na de rehabilitatie van zijn vader trad Roj toe tot de CPSU. Vanaf het begin van de jaren zestig nam Medvedev actief deel aan de dissidentenbeweging, waarbinnen hij zich bezig hield met de publicatie van samizdat: het tijdschrift Polititsjeski dnevnik ("Politiek dagboek") en de almanak XX vek ("20e eeuw"). Vanuit een marxistisch standpunt bekritiseerde Roj Medvedev de voormalige Sovjet-secretaris-generaal Jozef Stalin en het stalinisme in het algemeen. Ook was hij kritisch over het onwetenschappelijke karakter van het lysenkoïsme. Zijn werk kon plaatsvinden in de periode van de dooi, maar na de machtswisseling van 1964, waarbij Breznjev aan de macht kwam, veranderde dit.
Vanaf 1956 werkte hij aan zijn magnum opus, dat hij In 1968 voltooide: Zijn boek K soedoe istorii ("naar het tribunaal van de geschiedenis"), waarin hij de periode van de Grote Zuivering in de Sovjet-Unie beschreef. In het boek schijnt zijn zoektocht door naar een reformistische vorm van socialisme die populair was onder dissidenten in de jaren 1960. Omdat in die tijd de Sovjet-propagandisten juist probeerden om Stalin te rehabiliteren, kreeg hij -zoals hij zelf al had verwacht- geen toestemming tot publicatie. Mogelijk vanwege zijn opvatting dat "de misdaden van Stalin zo groot waren, dat het een misdaad zou zijn om erover te zwijgen", zette hij een jaar later de publicatie toch door. Hij werd daarop uit de CPSU gezet. Een jaar later verscheen zijn boek in het Westen, waar het een bestseller werd: In Nederland en België verscheen het in 1973 als Laat de geschiedenis oordelen.
Op 19 maart 1970 stuurde hij samen met wetenschappers Sacharov en Toertsjin een open brief aan de leiders van de Sovjet-Unie over de noodzaak om het Sovjetstelsel te democratiseren. Medvedev werd vanwege zijn activiteiten in 1971 gedwongen zijn baan op te geven. Zijn huis werd doorzocht, waarbij zijn archief in beslag werd genomen. Ook kreeg hij een dagvaarding om zich te melden bij het parket, maar hij besloot niet te gaan, "maar uit Moskou te verdwijnen totdat mijn boeken zouden zijn gepubliceerd in Amerika. Ik was een tijd lang op een illegale plek in de Baltische staten en toen ik naar huis terugkeerde, riep niemand me zelfs op voor ondervraging [...] ze vergaten me en bemoeiden zich niet met mij tot de dood van Brezjnev". Volgens Medvedev wist zelfs zijn vrouw niet waar hij was gedurende deze periode.
Zijn tweelingbroer Zjores kreeg wel te maken met de Sovjetmacht vanwege zijn toespraken tegen de controversiële landbouwkundige Lysenko en het zogenaamde lysenkoïsme. In het boek Wie is er gek? dat hij samen met Zjores schreef, wordt de opsluiting van Zjores in het Psychiatrisch Ziekenhuis van Kaloega beschreven; een van de eerste gevallen van politiek misbruik van de psychiatrie in de Sovjet-Unie.
Samen met Sacharov en Solzjenitsyn vormde Medvedev de 'grote drie' van de dissidentenbeweging in de Sovjet-Unie. Medvedev zelf was een van de weinigen die in de Sovjet-Unie redelijk zijn gang kon gaan, mogelijk omdat hij als overtuigd en enthousiast marxist en Sovjet-patriot bleef geloven in de CPSU met een 'menselijk gezicht' en daarmee een wat meer acceptabele criticus werd beschouwd door de Sovjet-autoriteiten.  Van tijd tot tijd kreeg echter ook hij te maken met afluistering, schaduwen, huiszoekingen, verhoren en huisarresten door de KGB en inbeslagname van zijn manuscripten. Ondertussen bleef hij echter een invloedrijk persoon die met name in de jaren 1980 veel bevriende apparatsjiks thuis ontving en hun verhalen over intriges binnen de partijtop doorstuurde naar Westerse correspondenten, die als kremlinologen in hem een belangrijke bron kregen over de ontwikkelingen binnen de partijtop.

### Politieke activiteiten
In 1989 liet de Centrale Partijcontrolecommissie van de CPSU Medvedev opnieuw toe tot de gelederen van de partij met toevoeging van zijn fictieve partijtijd vanaf 1959. Volgens sommigen kwam dit initiatief van Jakovlev, het hoofd van de propaganda-afdeling van het Centraal Comité van de CPSU en een van de ideologen van de perestrojka.
In de jaren van perestroika was hij Volksvertegenwoordiger van de Sovjet-Unie (1989-1992) en lid van de Opperste Sovjet van de Sovjet-Unie. Een uitnodiging om toe te treden tot de Interregionale Groep van Afgevaardigden wees hij echter af. Hij droeg bij aan de goedkeuring van de resolutie van het Congres van Volksvertegenwoordigers over de zogenoemde geheime protocollen (bij het Molotov-Ribbentroppact).
Na het uiteenvallen van de Sovjet-Unie werd hij gezien als een van de mensen die de beweging voor een democratisch socialisme zou kunnen leiden. Vanaf 1991 was hij samen met professor Anatoli Denisov en piloot-kosmonaut Vitali Sevastjanov voorzitter van de Socialistische Arbeiderspartij van de Russische Federatie, die echter nooit invloedrijk zou worden. Hij had in 1991 harde kritiek op zowel de Staatscommissie over de Noodtoestand als op Boris Jeltsin, die hij omringd zag door "mislukkelingen'' en ," tweederangs figuren''.
Zijn invloed was echter verdwenen. Waar zijn biografieën over Sovjetleiders in het Westen het goed deden, was er in het nieuwe Rusland nauwelijks belangstelling voor. Zijn boek Laat de geschiedenis oordelen verscheen pas in 2003 in beperkte oplage in Rusland en alleen door toedoen van een Japanse geldschieter. Na de Sovjet-Unie wijdde Medvedev zijn tijd vooral aan het schrijven van nieuwe boeken, waarin Sovjetleiders en post-Sovjetleiders centraal staan. In zijn gedachtegoed is hij altijd blijven streven naar een voortzetting van de Sovjet-Unie, maar hij heeft ook sympathie voor de Russische president Poetin.

## Werken
In 1936 schreef Medvedev zijn eerste korte gedicht "Over de dood van Kirov", dat gepubliceerd werd in het Leningradse nieuwsblad Smena. In de tiende klas gaf hij zijn eerste boek uit.
Roj Medvedev heeft ruim 35 boeken over geschiedenis, pedagogiek, sociologie, literatuur en filosofie gepubliceerd, die in 14 talen zijn vertaald. Enkele van zijn boeken werden in 20 landen gepubliceerd.

### Nederlandse vertalingen
- 1973: Laat de geschiedenis oordelen: ontstaan en gevolgen van het Stalinisme. Vertaling door Pieter de Smit uit het Engels (Let history judge : the origins and consequences of Stalinism, 1971). Amsterdam: Paris / Brussel: Manteau. 627 p. ISBN 9060061446
- 1973: Wie is er gek?: hoe een Russisch geleerde in een psychiatrische kliniek belandde en hoe hij er weer uitkwam. Vertaling door Pieter de Smit uit het Russisch (Кто сумасшедший?, 1971). Amsterdam [etc.] : Paris/Manteau. 207 p. ISBN 9060061519
- 1977: De glorietijd van Nikita Chroesjtsjov. Met Zjores Medvedev. Vertaling door Susanne Lederer uit het Engels (Krushchev, the years in power, 1975). Brussel & Den Haag: Manteu. 238 p. ISBN 9022306313
- 1983: Het socialisme in het westen en de dictatuur van het proletariaat. Vertaling door Albert Benschop uit het Engels ("The dictatorship of the Proletariat". in: Leninism and Western Socialism, 1981). Uitg. in samenw. met de Stichting Scholing en Vorming van de CPN. Amsterdam: Instituut voor Politiek en Sociaal Onderzoek. 84 p. ISBN 9070444275

### Over zijn werk
- 1976: Donald Unger, "Sowjetdissident Roj Medvedev over socialistische democratie",[5] Amsterdams Sociologisch Tijdschrift 1976-12-01

## Kritiek
In zijn werken over Stalin die Medvedev uitgaf in de Sovjet-periode legde hij de nadruk op diens wandaden, waarbij hij echter zijn voorganger Lenin en opvolger Chroesjtsjov soms min of meer vrijpleit, iets waarvoor hij kritiek krijgt van onder andere Bas Belder, die in zijn proefschrift uit 1989 stelde dat juist Lenin de basis legde waarop Stalin kon voortborduren. Ook Chroesjtsjov's handelen werd door hem niet altijd historisch correct verwoord. In een interview gaf hij eens toe belastend materiaal over Chroesjtsjov niet te hebben verwerkt omdat hij een belangrijke rol speelde als partijaanklager tegen Stalin. Zijn politieke doelstelling zorgde daarmee voor een groot spanningsveld tussen de historicus Medvedev en de politicus cq. dissident Medvedev. Later oordeelde Medvedev naar eigen zeggen milder over Stalin, die volgens hem niet 'louter terreur en verwoesting' bracht, maar ook zaken als onderwijs en medische zorg, sociale gelijkheid en een enorme groei van de industrie.
Medvedev prijst in zijn latere boeken het bestuur van president Poetin. In 2008 gaf Medvedev een biografie over president Poetin uit, waarin hij een positieve beoordeling geeft van diens activiteiten. Journalist Boris Visjnevski schreef hierover in de Novaja Gazeta, van 21 januari 2008: "Onder degenen die zo gretig, oprecht en ouderwets zijn om Vladimir Poetin te vertellen dat hij een groot man is, neemt Roj Medvedev een van de belangrijkste plekken in: vier boeken in zeven jaar. 'Het raadsel van Poetin', 'Poetins tijd', 'Vladimir Poetin is de zittende president'. En nu is het gewoon "Vladimir Poetin" in de serie "Het leven van opmerkelijke mensen ...".